# Maulbach (Homberg)
Maulbach ist ein Stadtteil von Homberg (Ohm) im mittelhessischen Vogelsbergkreis.

## Geographie

### Geographische Lage
Das Dorf liegt am Rande des Vogelsbergs. Durch den Ort führt die Landesstraße 3343. Im Süden verläuft die Bundesautobahn 5.

### Nachbarorte
| Appenrod      | Niederklein                                 | Kirtorf        |
| Homberg       | Kompassrose, die auf Nachbargemeinden zeigt | Heimertshausen |
| Wäldershausen | Nieder-Gemünden                             | Ehringshausen  |

## Geschichte

### Ortsgeschichte
Die älteste bekannte schriftliche Erwähnung wird für die Zeit nach 1146 datiert, als der Ort Mulenbach in einem Kopialbuch des Klosters Fulda aus dem Jahr 1450 erwähnt wurde. Der Eintrag lautet: „In vfleiden ii mansi … In Abbenrode i mansus … in Mulenbach i mansus … In Dizesrode i mansus“. Dabei handelt es sich um Besitz des Klosters in den genannten Orten. 1280 nennt eine Urkunde „in Vfleiden et in Mulenbach“. erwähnt. 1568 heißt es: „Maulnpach bei Honborgk“.
Ein Salbucheintrag aus dem Jahre 1574 gibt an „von Maulnpach nach Kirttorf“.
Der Ortsname ist wahrscheinlich von einem Gewässernamen auf eine Siedlung übertragen worden. Grundwort ist das mhd. „mule“ = Maultier.
Im Dreißigjährigen Krieg belagerte Erzherzog Leopold Wilhelm von Österreich im Jahre 1646 das Dorf von Appenrod aus.
Die Statistisch-topographisch-historische Beschreibung des Großherzogthums Hessen berichtet 1830 über Maulbach:

„Maulbach (L. Bez. Kirtorf) evangel. Pfarrdorf; liegt 1 1⁄2 St. von Kirtorf, 2 St. von Homberg, hat 76 Häuser und 433 Einwohner, die außer 11 Juden evangelisch sind. In der Gemarkung finden sich Grabhügel und ein Basaltsteinbruch. Der Ort gehörte zum Kirchengebiet von Oberofleiden, und hatte schon 1264 einen eigenen Pleban.“

Hessische Gebietsreform (1970–1977)
Zum 1. Oktober 1971 wurde die bis dahin selbständige Gemeinde Maulbach im Zuge der Gebietsreform in Hessen zeitgleich mit zehn weiteren Gemeinden auf freiwilliger Basis als Stadtteil in die Stadt Homberg (Ohm) – damals noch mit dem Namen Homberg (Kreis Alsfeld) – eingegliedert.
Für alle durch die Gebietsreform nach Homberg eingegliederten Gemeinden und die Kernstadt wurden Ortsbezirke mit Ortsbeirat und Ortsvorsteher nach der Hessischen Gemeindeordnung gebildet.

### Verwaltungsgeschichte im Überblick
Die folgende Liste zeigt die Staaten und Verwaltungseinheiten, denen Maulbach angehört(e):
- vor 1567: Heiliges Römisches Reich, Landgrafschaft Hessen, Amt Homberg an der Ohm
- ab 1567: Heiliges Römisches Reich, Landgrafschaft Hessen-Marburg, Amt Homberg an der Ohm[15]
- 1604–1648: Heiliges Römisches Reich, strittig zwischen Landgrafschaft Hessen-Darmstadt und Landgrafschaft Hessen-Kassel (Hessenkrieg)
- ab 1604: Heiliges Römisches Reich, Landgrafschaft Hessen-Darmstadt, Oberfürstentum Hessen, Amt Homberg an der Ohm[16]
- ab 1806: Großherzogtum Hessen,[Anm. 2] Fürstentum Oberhessen, Amt Homberg an der Ohm[17][18]
- ab 1815: Großherzogtum Hessen[Anm. 3], Provinz Oberhessen, Amt Homberg an der Ohm[19]
- ab 1821: Großherzogtum Hessen, Provinz Oberhessen, Landratsbezirk Kirtorf[20][Anm. 4]
- ab 1832: Großherzogtum Hessen, Provinz Oberhessen, Kreis Alsfeld
- ab 1848: Großherzogtum Hessen, Regierungsbezirk Alsfeld
- ab 1852: Großherzogtum Hessen, Provinz Oberhessen, Kreis Alsfeld
- ab 1866: Norddeutscher Bund[Anm. 5], Großherzogtum Hessen, Provinz Oberhessen, Kreis Alsfeld
- ab 1871: Deutsches Reich, Großherzogtum Hessen, Provinz Oberhessen, Kreis Alsfeld
- ab 1918: Deutsches Reich (Weimarer Republik), Volksstaat Hessen, Provinz Oberhessen, Kreis Alsfeld
- ab 1938: Deutsches Reich, Volksstaat Hessen, Landkreis Alsfeld[21][Anm. 6]
- ab 1945: Amerikanische Besatzungszone, Groß-Hessen, Regierungsbezirk Darmstadt, Landkreis Alsfeld
- ab 1946: Amerikanische Besatzungszone, Land Hessen, Regierungsbezirk Darmstadt, Landkreis Alsfeld
- ab 1949: Bundesrepublik Deutschland, Land Hessen, Regierungsbezirk Darmstadt, Landkreis Alsfeld
- ab 1971: Bundesrepublik Deutschland, Land Hessen, Regierungsbezirk Darmstadt, Landkreis Alsfeld, Stadt Homberg (Ohm)[Anm. 7]
- ab 1972: Bundesrepublik Deutschland, Land Hessen, Regierungsbezirk Darmstadt, Vogelsbergkreis, Stadt Homberg (Ohm)
- ab 1981: Bundesrepublik Deutschland, Land Hessen, Regierungsbezirk Gießen, Vogelsbergkreis, Stadt Homberg (Ohm)

### Gerichtszugehörigkeit seit 1803
In der Landgrafschaft Hessen-Darmstadt wurde mit Ausführungsverordnung vom 9. Dezember 1803 das Gerichtswesen neu organisiert. Für die Provinz Oberhessen wurde das Hofgericht Gießen als Gericht der zweiten Instanz eingerichtet. Die Rechtsprechung der ersten Instanz wurde durch die Ämter bzw. Standesherren vorgenommen und somit war für Maulbach das „Amt Homberg an der Ohm“ zuständig.
Das Hofgericht war für normale bürgerliche Streitsachen Gericht der zweiten Instanz, für standesherrliche Familienrechtssachen und Kriminalfälle die erste Instanz. Übergeordnet war das Oberappellationsgericht Darmstadt.
Mit der Gründung des Großherzogtums Hessen 1806 wurde diese Funktion beibehalten, während die Aufgaben der ersten Instanz 1821 im Rahmen der Trennung von Rechtsprechung und Verwaltung auf die neu geschaffenen Landgerichte übergingen. „Landgericht Homberg an der Ohm“ war daher von 1821 bis 1879 die Bezeichnung für das erstinstanzliche Gericht in Homberg an der Ohm, das für Maulbach zuständig war.
Anlässlich der Einführung des Gerichtsverfassungsgesetzes mit Wirkung vom 1. Oktober 1879, infolge derer die bisherigen großherzoglich hessischen Landgerichte durch Amtsgerichte an gleicher Stelle ersetzt wurden, während die neu geschaffenen Landgerichte nun als Obergerichte fungierten, kam es zur Umbenennung in „Amtsgericht Homberg an der Ohm“ und Zuteilung zum Bezirk des Landgerichts Gießen. Am 15. Juni 1943 wurde das Gericht zur Zweigstelle des Amtsgerichtes Alsfeld, aber bereits wieder mit Wirkung vom 1. Juni 1948 in ein Vollgericht umgewandelt. Am 1. Juli 1968 erfolgte die Auflösung des Amtsgerichts Homberg und Maulbach wurde dem Bereich des Amtsgerichts Kirchhain zugeteilt.
1973 wechselte die Stadt Homberg an der Ohm und mit ihr Maulbach in den Zuständigkeitsbereich des Amtsgerichts Alsfeld.
In übergeordneten Instanzen sind jetzt das Landgericht Gießen, das Oberlandesgericht Frankfurt am Main sowie der Bundesgerichtshof als letzte Instanz.

### Einwohnerentwicklung
| • 1577: | 074 Hausgesesse mit 12 Wagen       |
| • 1791: | 346 Einwohner                      |
| • 1800: | 368 Einwohner                      |
| • 1806: | 423 Einwohner, 69 Häuser           |
| • 1829: | 433 Einwohner, 76 Häuser           |
| • 1867: | 418 Einwohner, 75 bewohnte Gebäude |
| • 1875: | 423 Einwohner, 77 bewohnte Gebäude |

| Maulbach: Einwohnerzahlen von 1791 bis 2019 | Maulbach: Einwohnerzahlen von 1791 bis 2019 | Maulbach: Einwohnerzahlen von 1791 bis 2019 | Maulbach: Einwohnerzahlen von 1791 bis 2019 | Maulbach: Einwohnerzahlen von 1791 bis 2019 |
| --- | ------------------------------------------- | ------------------------------------------- | ------------------------------------------- | ------------------------------------------- |
| Jahr |                                             |                                             |                                             | Einwohner                                   |
| 1791 | 1791                                        |                                             | 346                                         | 346                                         |
| 1800 | 1800                                        |                                             | 368                                         | 368                                         |
| 1806 | 1806                                        |                                             | 423                                         | 423                                         |
| 1829 | 1829                                        |                                             | 433                                         | 433                                         |
| 1834 | 1834                                        |                                             | 540                                         | 540                                         |
| 1840 | 1840                                        |                                             | 500                                         | 500                                         |
| 1846 | 1846                                        |                                             | 464                                         | 464                                         |
| 1852 | 1852                                        |                                             | 498                                         | 498                                         |
| 1858 | 1858                                        |                                             | 508                                         | 508                                         |
| 1864 | 1864                                        |                                             | 461                                         | 461                                         |
| 1871 | 1871                                        |                                             | 420                                         | 420                                         |
| 1875 | 1875                                        |                                             | 423                                         | 423                                         |
| 1885 | 1885                                        |                                             | 425                                         | 425                                         |
| 1895 | 1895                                        |                                             | 428                                         | 428                                         |
| 1905 | 1905                                        |                                             | 410                                         | 410                                         |
| 1910 | 1910                                        |                                             | 429                                         | 429                                         |
| 1925 | 1925                                        |                                             | 432                                         | 432                                         |
| 1939 | 1939                                        |                                             | 606                                         | 606                                         |
| 1946 | 1946                                        |                                             | 631                                         | 631                                         |
| 1950 | 1950                                        |                                             | 611                                         | 611                                         |
| 1956 | 1956                                        |                                             | 555                                         | 555                                         |
| 1961 | 1961                                        |                                             | 527                                         | 527                                         |
| 1967 | 1967                                        |                                             | 507                                         | 507                                         |
| 1970 | 1970                                        |                                             | 511                                         | 511                                         |
| 1980 | 1980                                        |                                             | ?                                           | ?                                           |
| 1990 | 1990                                        |                                             | ?                                           | ?                                           |
| 2000 | 2000                                        |                                             | ?                                           | ?                                           |
| 2011 | 2011                                        |                                             | 432                                         | 432                                         |
| 2015 | 2015                                        |                                             | 395                                         | 395                                         |
| 2019 | 2019                                        |                                             | 419                                         | 419                                         |
| Datenquelle: Historisches Gemeindeverzeichnis für Hessen: Die Bevölkerung der Gemeinden 1834 bis 1967. Wiesbaden: Hessisches Statistisches Landesamt, 1968. Weitere Quellen: LAGIS; Stadt Homburg (Ohm); Zensus 2011 |                                             |                                             |                                             |                                             |

### Religionszugehörigkeit
| • 1829: | 422 evangelische (= 97,46 %), 11 jüdische (= 2,54 %) Einwohner     |
| • 1961: | 457 evangelische (= 86,72 %), 59 katholische (= 11,20 %) Einwohner |

## Vereine
Das kulturelle Leben im Dorf prägen folgende Vereine:
- Burschenschaft
- Evang. Kirchengemeinde
- Evang. Posaunenchor der Pfarrei Maulbach
- Freiwillige Feuerwehr
- Gesangverein Maulbach
- KSG Maulbach
- Landfrauenverein
- Maulbacher Ausflugsgesellschaft
- Soundhaufen (eine Chorgruppe des Gesangsvereins)
- VdK Ortsverband Maulbach
- Vogel- und Naturschutzgruppe

## Sonstiges
- Den öffentlichen Personennahverkehr stellt eine Buslinie der Verkehrsgesellschaft Oberhessen her.
- Im Wald steht ein Sühnekreuz an der ehemaligen Alten Frankfurter Straße. Es wird Kreylingskreuz genannt.